# Bovoidea
Bovoidea — надродина пекоранових жуйних тварин, що включає Bovidae і Moschidae. Зараз Bovoidea частково визначається дуже специфічними зубними та анатомічними ознаками, а генетичні дослідження вказують на те, що Moschidae є сестринським таксоном Bovidae.